# Verbond van gladde witbol en havikskruiden
Het verbond van gladde witbol en havikskruiden (Melampyrion pratensis) is een verbond uit de orde van gladde witbol en havikskruiden (Melampyro-Holcetalia mollis).

## Naamgeving en codering
| Melampyro sylvatici-Poion chaixii Julve ex Boullet & Rameau in Bardat et al. 2004 |

- Syntaxoncode voor Nederland (rVvN): r18Aa

De wetenschappelijke naam Melampyrion pratensis is afgeleid van de botanische naam van hengel (Melampyrum pratensis).

## Associaties in Nederland en Vlaanderen
Het verbond wordt in Nederland en Vlaanderen vertegenwoordigd door een drietal associaties.
- - associatie van hengel en gladde witbol (Hyperico pulchri-Melampyretum pratensis)
  - associatie van boshavikskruid en gladde witbol (Melampyro-Hieracietum sabaudi)
  - associatie van eikvaren en knopjesmos (Aulacomnio-Polypodietum)